# Contrast (Barcelona)
Contrast o Contrats es una localidad perteneciente al municipio de Argensola, en la provincia de Barcelona, España.